# 新福港
新福港集團（英文：Sun Fook Kong Group ，簡稱：SFK ），原名為「孫福記營造有限公司」，由上海建築商人孫德水於1937年創立，是香港一間歷史悠久及具領導地位的一般樓宇總承建商。目前，集團的業務包括土木工程及樓宇建設、房地產開發及物業管理、科技與資訊、投資與貿易、金融物流和教育等。

## 歷史
新福港集團的前身-孫福記營造廠於1937年在上海創立，當時主要承包上海租界內住宅區的建築工程。至1948年，由於國共內戰，孫福記正式遷至香港繼續經營。
孫福記自1960年代起一直以一般建築承建商身份在香港經營業務，並於1987年11月被鷹君集團作價2千萬港元收購，在1994年正式更名為新福港。新福港外判承包工程眾多。包括承建多項香港地標建築，中環太子大廈、文華東方酒店、花旗銀行廣場、汀九橋、朗豪坊、荃灣行人天橋網絡等。
2004年，新福港轄下新福港地產在中國大陸房地產市場發展，並成立包括新福港房地產（深圳）有限公司、廣州新福港地產置業有限公司等子公司。至今新福港地產投資開發至廣州、成都、珠海、佛山、蘇州、江門及順德等十多個房地產項目，主要位於粵港澳大灣區、長江三角洲及中國西南等地區。
2015年12月10日，新福港集團子公司 - 新福港建設集團有限公司（英文：SFK Construction Holdings Limited）成功於香港交易所上市，股份代號：1447。

## 合作夥伴
- 香港迪士尼樂園度假區
- 威尼斯人澳門股份有限公司
- 香港地鐵、九廣鐵路（香港地鐵及九廣鐵路現合併為香港鐵路有限公司）
- 機場管理局
- 房屋署
- 建築署
- 屋宇署
- 土木工程拓展署
- 路政署
- 渠務署
- 香港科技大學
- 香港理工大學
- 香港城市大學

## 承建項目（部份）

### 公營房屋
- 坪石邨，1970-71年
- 石硤尾邨四B期，1983年
- 黃大仙下邨四期，1986年
- 長亨邨二期，1990年
- 華明邨一期，1990年
- 富亨邨一期，1990年
- 德田邨（藍田擴展三期及藍田南一期），1991-92年
- 大窩口邨四期，1993年
- 葵芳邨五期，1997-98年
- 天富苑四期，2000年
- 前天恒苑三期，2001年
- 前健明苑一期，2003年
- 彩興苑，2019年
- 冠德苑，2019年
- 駿洋邨，2020年
- 錦暉苑，2020年
- 翠鳴臺，2020年
- 東匯邨匯智樓，2020年
- 啟鑽苑，2021年及2023年
- 錦駿苑，2023年
- 啟悅苑及啟盈苑
- 古雋邨二期，2027年
- 啟德2B3、4用地居屋

### 私營房屋
- 太安樓，1968年
- 美孚新邨，1968-73年（與公和建築及新昌營造聯營）

### 政府及社區設施
- 瑪嘉烈醫院，1975年
- 天主教聖母聖心小學，1990年（綑綁於富亨邨一期合約內）
- 藍田公園，1991年（綑綁於德田邨「藍田擴展三期」合約內）
- 佛教茂峰法師紀念中學，1998年
- 宣道會陳朱素華紀念中學，1998年
- 中華聖潔會靈風中學，1998年
- 佛教林金殿紀念小學，1998年（綑綁於葵芳邨五期合約內）
- 粉嶺禮賢會中學及五旬節于良發小學，1999年
- 元朗公立中學校友會鄧兆棠中學、獅子會何德心小學及伊利沙伯中學舊生會小學分校，1999年
- 天主教普照中學及聖安當小學（港鐵將軍澳綫賠償工程），1999年
- 樂華天主教小學及福建中學，2000年
- 聖公會馬鞍山主風小學、馬鞍山循道衛理小學及保良局雨川小學，2000年
- 中華基督教青年會小學及天水圍循道衛理中學，2000年（綑綁於天富苑四期合約內）
- 馬頭涌官立小學 (紅磡灣)，2001年
- 香港華人基督教聯會真道書院小學部，2002年（綑綁於前健明苑一期合約內）
- 將軍澳循道衛理小學，2004年
- 聖公會聖安德烈小學及聖公會聖馬利亞堂莫慶堯中學，2006年
- 聖保羅書院小學，2013年
- 鑽石山綜合發展區活水公園、文化園景大道

### 商業
- 太子大廈，1963年
- 香港文華東方酒店，1962年
- 東角中心
- 萬國寶通廣場，1992年
- 大華酒店，1992年
- 朗豪坊及朗豪酒店，2005年

### 基建及交通
- 曼谷廊曼国际机场擴建，1949年
- 港鐵太和站
- 中電沙田中心，1993年
- 中環及灣仔填海計劃
- 港鐵香港站及中環站間隧道，1998年
- 港鐵錦田大樓，2003年

### 娛樂及旅遊
- 亞洲電視廣播道台址，1968年
- 迪士尼荷里活酒店，2005年
- 澳門威尼斯人渡假村酒店，2007年
- 香港迪士尼樂園反斗奇兵大本營
- 香港迪士尼樂園童話園林

## 中國房地產項目
珠海 
- 映暉灣

廣州 
- 力迅．原築
- 廣州力迅．領築

成都 
- 成都力迅．領築
- 青城山 - 根園
- 福字街項目

蘇州 
- 楓華紫園
- 未名園

佛山 
- 魁奇路綜合發展項目 - 鼎峰
- 順德 - 新紅棉大廈服務式公寓

江門 
- 鶴山住宅項目
- 鶴山共和鎮別墅式住宅項目